# Оксид протактиния-бария
Оксид протактиния-бария — неорганическое соединение,
двойной оксид протактиния и бария
с формулой BaPaO3,
кристаллы.

## Получение
- Спекание стехиометрических количеств оксида протактиния(V) и оксида бария в вакууме:

{\displaystyle {\mathsf {4BaO+2Pa_{2}O_{5}\ {\xrightarrow {1200^{o}C}}\ 4BaPaO_{3}+O_{2}}}}

## Физические свойства
Оксид протактиния-бария образует кристаллы
кубической сингонии,

параметры ячейки a = 0,445 нм, Z = 1,
структура типа титаната кальция CaTiO3
.